# Lasiopsylla striata
Lasiopsylla striata är en insektsart som beskrevs av Walter Wilson Froggatt 1923. Lasiopsylla striata ingår i släktet Lasiopsylla och familjen rundbladloppor. Inga underarter finns listade i Catalogue of Life.